# Arved Fuchs
Arved Fuchs (* 1953) je německý cestovatel. Společně se známým horolezcem Reinholdem Messnerem se stali 30. prosince 1989 prvními lidmi, kteří se dostali na jižní pól bez pomoci zvířat nebo motorizovaných vozidel, ale pouze s lyžemi a za pomoci větru. Mnoho jeho expedicí se konalo na vodě, jako například jeho neúspěšný pokus obeplout severní pól na tradiční plachetnici (1991–1994). Tato loď, honosící se názvem Dagmar Aaen, je stále ve službách Fuchse, který se na ní vydává na nové expedice.